# Col de Font-de-Cère
De Col de Font de Cère is een bergpas op een hoogte van 1289 meter doorheen het gebergte van de Monts du Cantal in het Franse Centraal Massief, in de regio Auvergne-Rhône-Alpes. De bergpas vormt een verbinding tussen delen van het wintersportoord Le Lioran in het departement Cantal.

## Lokale topografie
De pashoogte ligt tussen Puy du Rocher en de Puy Griou, twee bergtoppen van de Monts du Cantal, een gebergte dat is ontstaan uit een oude stratovulkaan. De Puy du Rocher ligt net naast de Plomb du Cantal, met 1855 meter de hoogste berg van de Monts du Cantal.

### Bergpassen
Aan het einde van het dal van de Cère bevinden zich eigenlijk twee zadels, gescheiden door een kleine heuvel, de Puy de Massebœuf. Ten westen van deze heuvel ligt de Col du Font de Cère. Ten oosten van de heuvel ligt een lager zadel met een hoogte van 1237 meter. Deze pas draagt de naam Col du Lioran (ook wel col des Sagnes of prairie des Sagnes). 
In de achttiende eeuw werd het bos op de Col du Lioran (deel van het uitgestrekte forêt du Lioran) verwijderd om plaats te maken voor een weide van ongeveer zeven hectare. De weide is echter slecht gedraineerd en te nat. Door zijn vlakke karakter werd deze plaats in de jaren 50 van de twintigste eeuw uitgekozen als centrum van het nieuwe skistation van Le Lioran, bekend als Super Lioran.
De huidige pasweg (de D67) stijgt van west naar oost, waarna de weg splitst op een hoogte van 1271 meter. De oude keizerlijke weg stijgt door naar de Col de Font de Cère, maar de nieuwe D67 stijgt wat verder door in oostelijke richting tot een hoogte van 1294 meter (soms Col de Cère genoemd, alhoewel het niet om een zadelpunt gaat). Daarna daalt de D67 naar de Col du Lioran (1237 m).

## Geschiedenis
De passage over de bergpas was lange tijd een belangrijke, maar gevreesde plaats. In de winter kon de pas vaak niet overgestoken worden door metershoge sneeuw. Soms duurde het negen maanden eer de pas sneeuwvrij was. In de zomer kon de pas gebruikt worden maar was de route gevreesd omwille van het donkere bos van Lioran, waar wolven en rovers zich schuilhielden. Vanwege de gevaren op de route kozen veel reizigers voor de oude Romeinse weg over de hogere en steilere Col de la Pourtone (1693 m) ten zuiden van de Plomb du Cantal of de Col de Cabre (1528 m) ten noorden van de Puy Griou. Zeker de weg ten zuiden van de Plomb du Cantal, via de col de Prat-de-Bouc, col de la Tombe-du-Père en Col de la Pourtone bleef van een groter belang tot aan het einde van de achttiende eeuw een nieuwe steenweg werd aangelegd door de vallei van de Cère (huidige N122). Deze weg over de Col de Font de Cère werd enkele jaren later door Napoleon Bonaparte opgenomen in zijn systeem van routes impériales. Met het openen van de eerste tunnel van Le Lioran in 1843 verloor de weg over de col echter sterk aan belang. In 2007 werd een nieuwe tunnel van Le Lioran geopend.
Met de komst van het skistation van Le Lioran in de jaren 50 werd de weg over de col vernieuwd en werd deze terug belangrijker. De belangrijkste ontsluitingsroute werd echter de huidige D67 over de Col de Cère.